# Takashi Kako
Takashi Kako (japanisch 加古 隆, Kako Takashi; * 31. Januar 1947 in Toyonaka, Präfektur Osaka) ist ein japanischer Pianist und Komponist, der in Japan wegen seiner Sounds am Klavier als „Maler des Pianos“ und als Filmkomponist bekannt ist. Sein Sohn ist der Schauspieler und Seiyū Kako Rion.

## Leben und Wirken
Kako wurde früh durch europäische klassische Musik geprägt. Als Schüler besuchte er ein Konzert der Jazz Messengers, das ihn tief beeindruckte. Ab 1965 studierte er Komposition an der Nationalen Hochschule der Künste Tokio; 1971 kam er mit einem Stipendium nach Paris, um seine Studien am Pariser Konservatorium bei Olivier Messiaen fortzusetzen. Das Studium schloss er 1976 mit dem Prix de Composition ab.
1973 legte er erste Aufnahmen als Jazzpianist vor. In der Pariser Szene arbeitete er auch mit Steve Lacy und Noah Howard. Er komponierte auch für die „New Herd“ von Toshiyuki Miyama, die seine Werke mit Akira Sakata als Solisten 1978 unter dem Titel El Al einspielten. Aufnahmen in einem Quartett um Masahiko Togashi und Albert Mangelsdorff schlossen sich an. 1980 kehrte er nach Japan zurück, wo er seinen eigenen Stil entwickelte und Elemente der klassischen europäischen Musik, der Neuen Musik und des Jazz in seine Kompositionen und seine Improvisationen integrierte. Er komponierte vermehrt für Theater und Film. Zu seinen Hauptwerken gehört die Pianokomposition Klee, die von Gemälden von Paul Klee inspiriert ist. Im Bereich des Jazz trat er mit dem eigenen Quartett auf.

## Preise und Auszeichnungen
1998 wurde seine Musik für den Film The Quarry von Marion Hänsel auf dem Montreal World Film Festival ausgezeichnet. Ihm wurde 2002 der Musikpreis des 57. Mainichi-Filmwettbewerb für den Film Amidado-dayori von Koizumi Takashi verliehen; 2006 erhielt er an gleicher Stelle eine Auszeichnung für seine Musik für den Film The Professor and his Beloved Equation des gleichen Regisseurs.

## Diskographische Hinweise
- TOK Paradox (Japo 1979, mit Kent Carter und Oliver Johnson)
- Masahiko Togashi & Takashi Kako: Valencia (Trio Records, 2023)
- Masahiko Sato / Aki Takase / Ichiko Hashimoto / Takashi Kako Twilight Monologues (1984, jeweils Solostücke)
- NHK Special: The 20th Century In Moving Images (Original Soundtrack; Escalier, 1995; Ausschnitt auf YouTube)
- El Viento de Gibraltar: Piano Solo (Sony 2001)
- Anniversary (2003)
- Piano (Avex Trax, 2006, solo)
- Silent Garden (2009)
- Quartet (2010)